# Tesoro de los atenienses
El Tesoro de los atenienses (en griego antiguo: Θησαυρός τῶν Ἀθηναίων, Thēsauros tōn Athēnaiōn) en Delfos fue construido por los atenienses para albergar las dedicatorias y ofrendas votivas realizadas por su ciudad y ciudadanos al santuario de Apolo. Todo el tesoro, incluida su decoración escultórica, está construido en mármol de Paros. La fecha de construcción es controvertida, y las opiniones de los estudiosos oscilan entre 510 y 480 a. C. Se encuentra al sur del Templo de Apolo, en la Vía Sagrada de Delfos, para que todos los visitantes puedan ver el tesoro ateniense al subir al santuario. Es más reseñable por su arquitectura que por su decoración.

## Historia
Pausanias menciona el edificio en su relato del santuario, afirmando que fue dedicado a partir del botín de la batalla de Maratón, librada en el año 490 a. C. contra los aqueménidas. La batalla de Maratón puede verse en algunas de las imágenes de las metopass que comparan su victoria con la mitología. Al utilizar al fundador de Atenas, Teseo, para mostrar las victorias de Atenas, el tesoro estableció a Atenas como una de las polis (ciudades-Estado) más poderosas de Grecia. Las metopas del tesoro ateniense muestran la primera presencia conocida de Teseo en una escultura a gran escala. Antes de este tesoro, Teseo había sido representado en pinturas de vasos, pero no se han encontrado representaciones arquitectónicas. Aunque Heracles también estaba representado en las metopas, el carácter heroico añadido mostraba la creciente devoción de los atenienses por Teseo. La pareja de los dos héroes era una metáfora que aludía a la batalla de Maratón. El tesoro de los atenienses fue el primero en un santuario panhelénico dedicado por Atenas.
Fue el primero que apareció en las excavaciones de esta ciudad en 1893. El edificio fue excavado por la Escuela Francesa de Atenas, dirigida por Pierre de La Coste-Messelière, y reconstruido mediante anastilosis entre 1903 y 1906 por cuenta del consejo municipal de la capital. La estructura aún puede verse in situ, pero las metopas son reproducciones, ya que las originales se conservan en el Museo Arqueológico de Delfos.

## Mitología

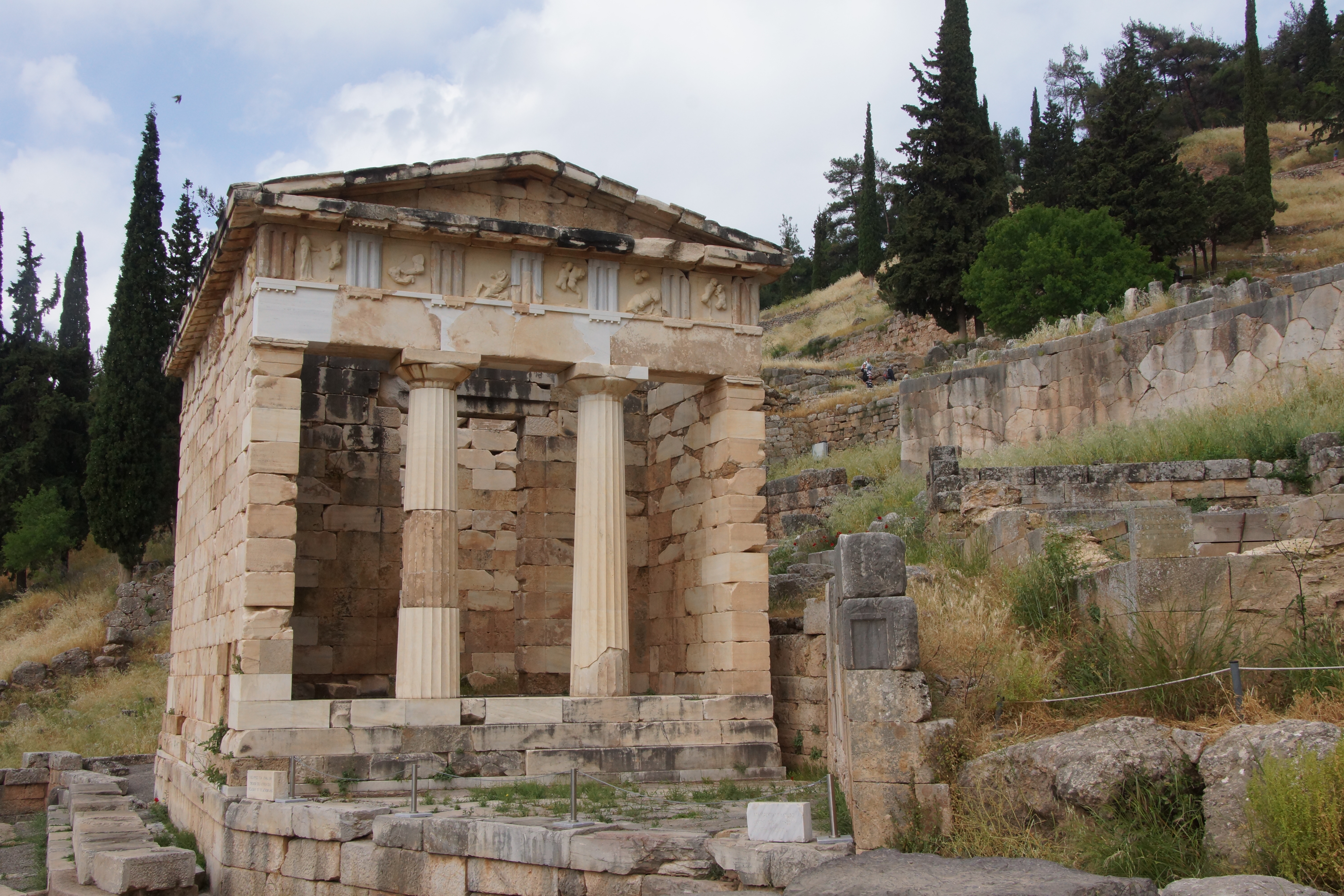
Metopas y triglifos en el friso.

Heracles era entonces el segundo héroe más mencionado y condecorado de Atenas. Atenas quería que se la considerara como una ciudad relacionada no sólo con su héroe personal Teseo, sino también con Heracles, como una ciudad relacionada con los dioses. Cada metopa contiene una acción individual realizada por cada héroe en su intento de alcanzar su objetivo. Esto colocaba al héroe de la polis al mismo nivel que Heracles; Una versión posterior de Teseo, que se produjo después de 460 a. C., incluso mostraba a Teseo usando su clava contra Perifetes, lo que le hacía parecer similar a Heracles. Las metopas también trazan paralelismos entre los dos héroes con el toro que Heracles capturó como su séptimo trabajo en Creta y que más tarde Teseo captura y sacrifica a Apolo y Atenea.

## Metopas

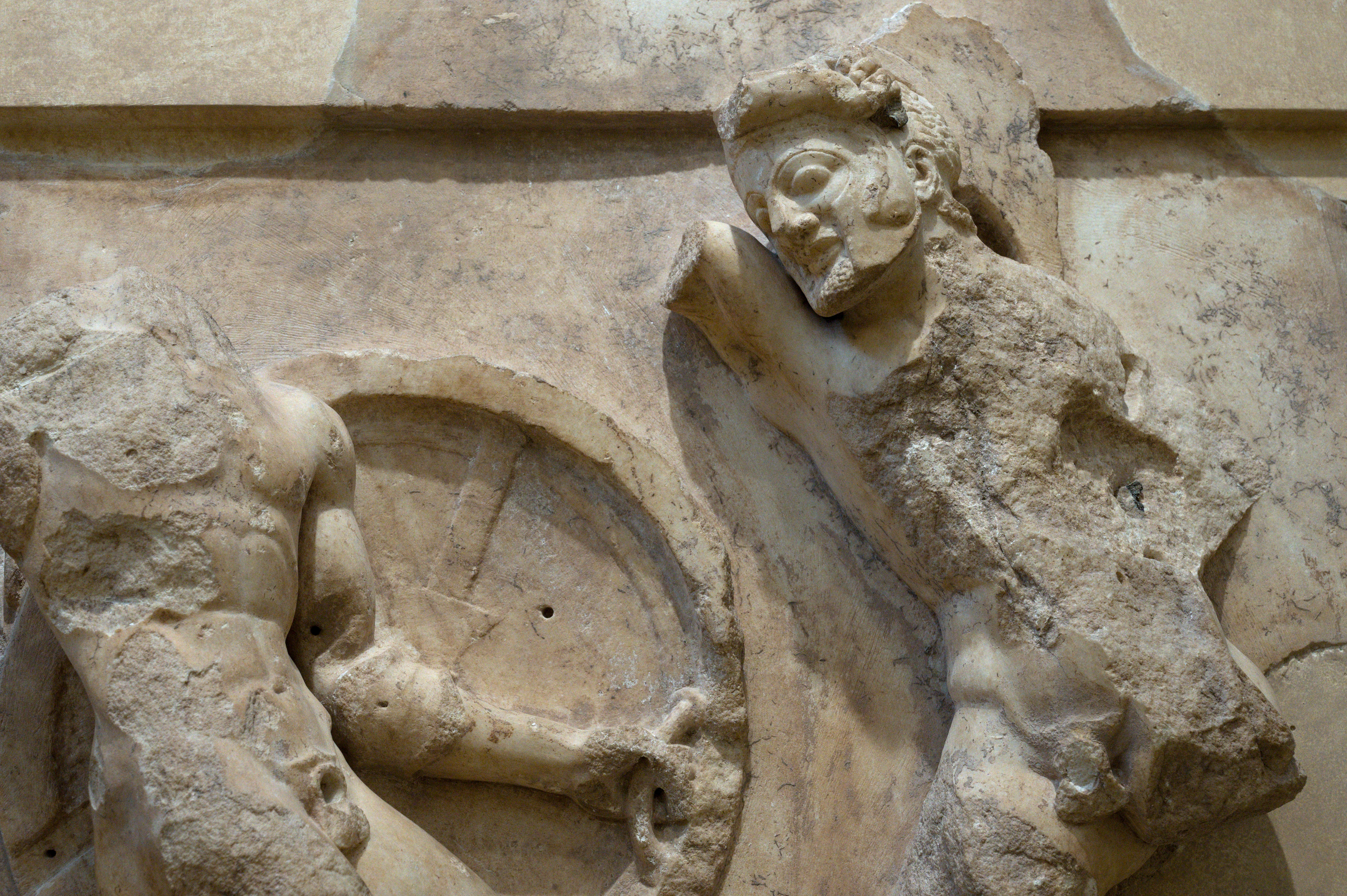
Heracles y Cicno.

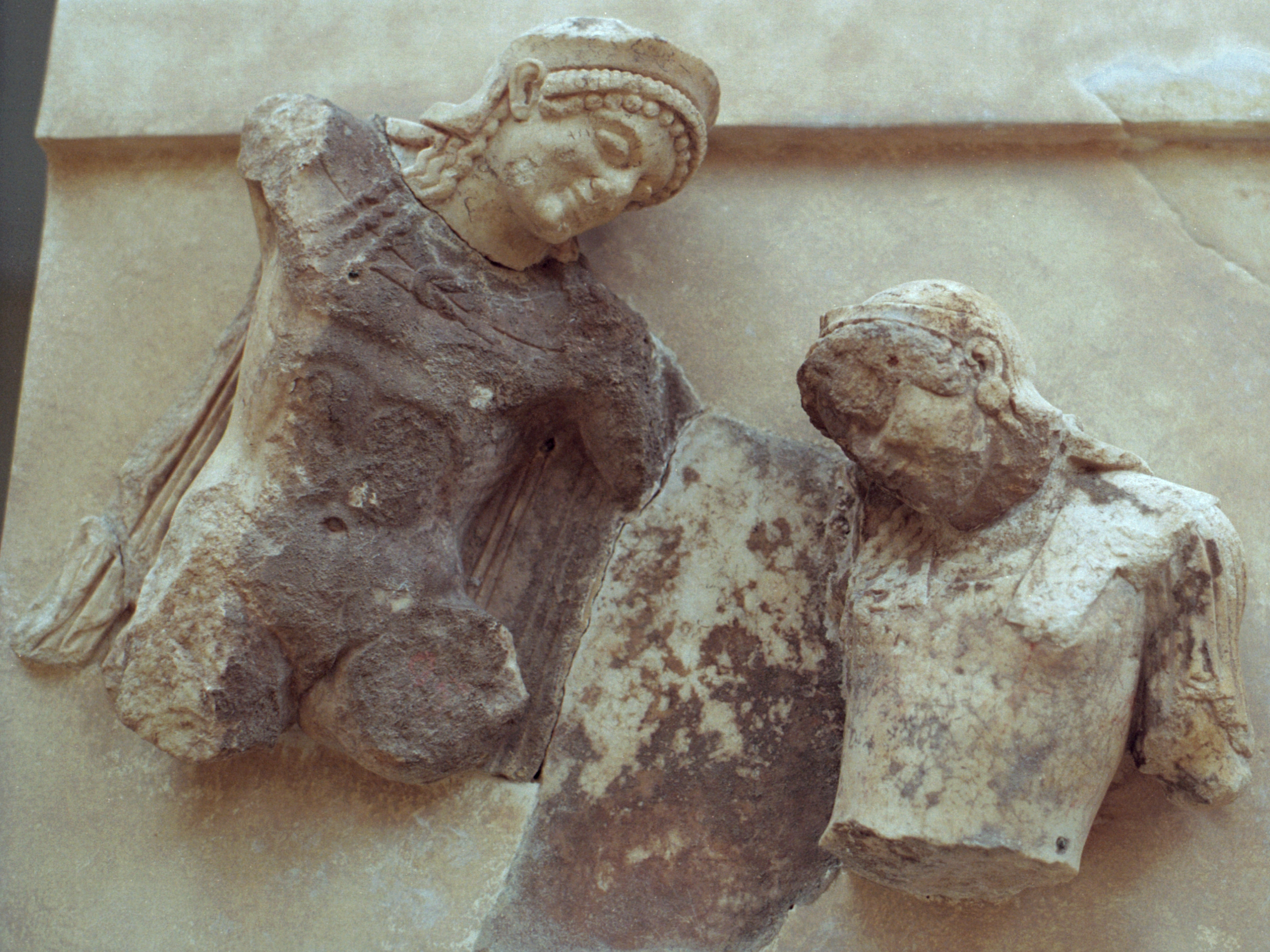
Metopa del lado sur del Tesoro. Teseo y Antíope. Teseo luchando con Antíope, la reina de las amazonas, hacia el 500 a. C. Museo Arqueológico de Delfos.

Las treinta metopas del tesoro, de 67 cm de alto y 62-64 cm de ancho, nueve a lo largo de los lados largos (norte y sur) y seis a lo largo de los cortos (este y oeste), representan las labores de Teseo y Heracles. Se trata de la yuxtaposición más antigua que se conserva.Muchas de estas metopas se encontraron dispersas por los alrededores, y el orden en que habrían aparecido es discutido.
Destacan las metopas con las hazañas de Teseo, encontradas en 1893 y prácticamente bien conservadas. Esta serie se completa con importantes fragmentos que permiten reconstruir las escenas de la leyenda de Heracles; a esta serie se añaden las que figuraban en las fachadas laterales, entre ellas, una de Gerión y otras de combates singulares. De especial belleza son las que representan a Teseo conversando con Atenea, y la que aparece combatiendo con el Minotauro. Hay algunas  fragmentadas o mutiladas.

## Construcción

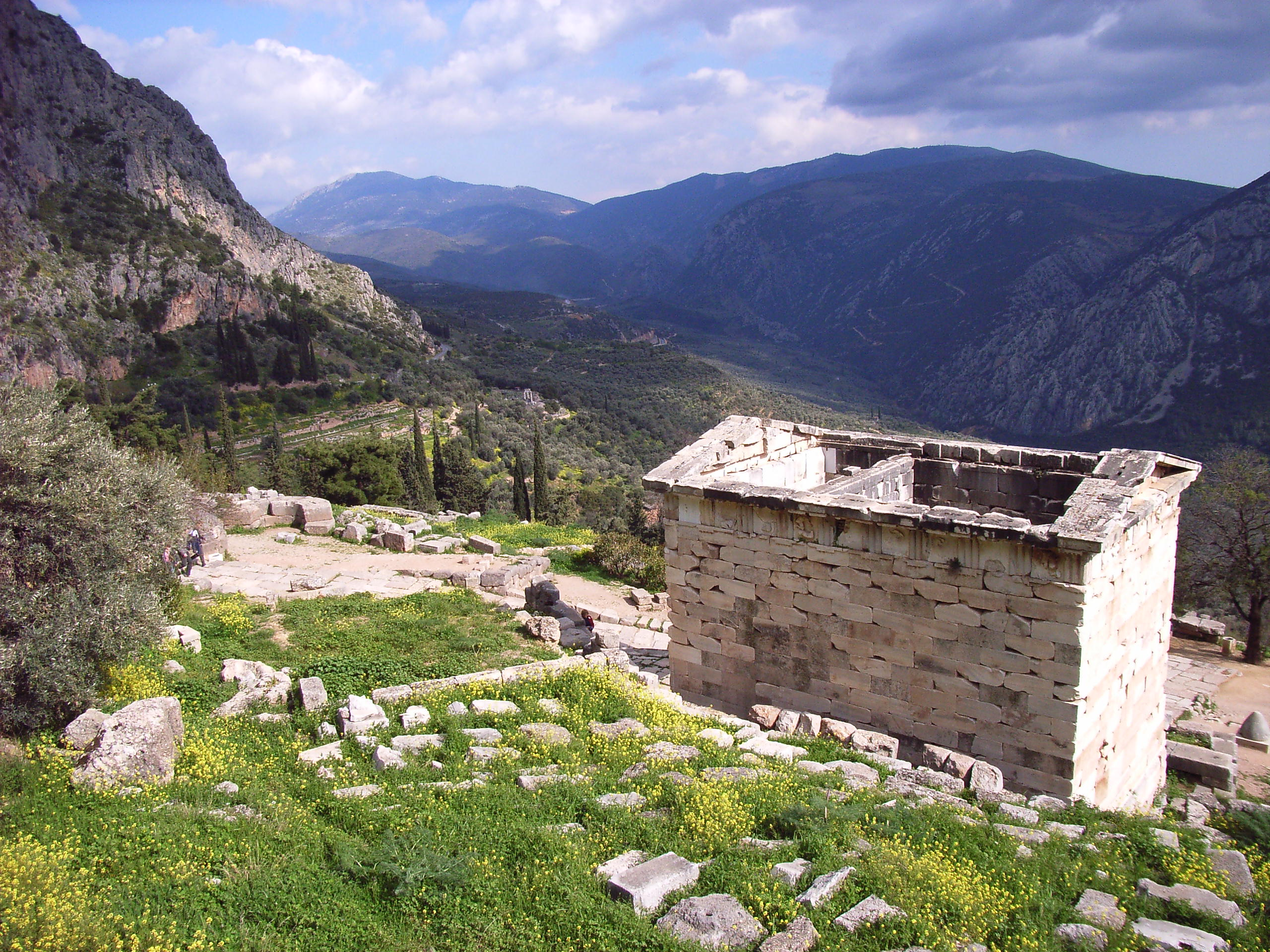
El Tesoro y la Vía Sagrada.

Se construyó según un diseño típico de dístilo in antis, con dos antas enmarcando dos columnas.
El antiguo escritor y viajero Pausanias fue «enfático en que el Tesoro de los atenienses fue construido [es decir, financiado] con el botín del desembarco del general aqueménida Datis en Maratón». Esto significa que una fecha posterior al 490 a. C., después de la batalla de Maratón y teniendo en cuenta el tiempo de construcción, sería aceptable la información de Pausanias. A pesar de ser una fuente primaria, en ocasiones Pausanias pudo estar equivocado o mal informado, y los eruditos clásicos aún debaten la fecha de construcción. John Boardman señala que «por motivos puramente arqueológicos, arquitectónicos y estilísticos, a muchos estudiosos les ha parecido que el Tesoro data de alrededor del año 500 a. C., y algunos lo situarían antes». Hallazgos recientes recopilados por el profesor de la Universidad de Chicago Richard T. Neer, que hacen referencia a excavaciones de 1989 (resumidas por Pierre Amandry en 1998), abogan por la última fecha: «Del estilóbato del Tesoro sobresale una cornisa de 0,30 m de ancho únicamente por su lado sur, y esta cornisa ayuda a sostener la base de Maratón. En otras palabras, el plano del Tesoro tiene en cuenta la base desde la fase más antigua de la construcción. Por lo tanto, las dos estructuras son integrales y ambas deben datar después de la batalla de Maratón en el 490 a. C. Con este dato arqueológico, la cronología del tesoro ateniense debe considerarse establecida. Pausanias tenía razón.» Se ha sugerido que la construcción podría tener una fecha anterior debido al estilo arcaico tardío utilizado para la arquitectura. El estilo dórico se inspiró en el uso de la madera para crear estructuras. Las pinturas del interior del tesoro datan del año 480 a. C., lo que hace que los especialistas crean que la construcción comenzó antes de la victoria militar.
El edificio, que había sido destruido a finales de la Antigüedad o en la Edad Media, fue reconstruido durante unas excavaciones en el yacimiento arqueológico en 1904-1906, ya que había sobrevivido lo suficiente. Alrededor del 80% del edificio actual es original.

## Descripción
Era de estilo dórico y su arquitectura es similar a la de un pequeño templo griego. Sostenido en el frente por dos columnas, está cimentado sobre un crepidoma de tres niveles. Está hecho de mármol de Paros. Su naos está orientada al este y tiene dos columnas en la parte delantera. No hay escaleras que lleven al edificio y normalmente no estaba pensado para entrar en él. El edificio mide 9,75 m de largo y 6,68 m de ancho. Las paredes están cubiertas de inscripciones. Entre las más famosas se encuentran los llamados Himnos délficos, que también contienen notación musical primitiva. Las inscripciones también proporcionan información sobre festivales y procesiones délficos, entre otras cosas. Delante del edificio hay una plataforma triangular donde se exponían los exvotos durante las festividades.
Las metopas originales del edificio y las inscripciones que contienen los Himnos délficos se exhiben en el Museo Arqueológico de Delfos. Destacables, son dos amazonas montando a caballo que ornamentaban el coronamiento de las acroteras del edificio.

## Ofrendas votivas
El tesoro estaba destinado a contener ofrendas votivas como botines de guerra y kuros. Aquí es donde se encontraron las famosas estatuas gemelas de los kuros, Cleobis y Bitón.
Originalmente se fabricaban en el templo de Atenea de Argos, pero se entregaban al Tesoro de los atenienses como muestra de respeto. Debido a que Atenas era una superpotencia en ese momento, muchas ciudades-Estado le pagaban por su protección. El tesoro no era sólo una ofrenda a los dioses, sino una declaración de su poder, mostrando armas, estatuillas y otras cerámicas. El tesoro era también una declaración sobre la riqueza de su nuevo gobierno. Tras la transición de una ciudad-Estado gobernada por tiranos a una democracia, los atenienses trataron de exhibir internacionalmente su creciente éxito militar, riqueza y prosperidad.
Este tesoro albergaba y exhibía las ofrendas votivas dedicadas al dios Apolo en Delfos. La cantidad de dedicatorias dadas determinaría el poder, el alcance y la existencia del dios. El tesoro albergaría y protegería las ofrendas más duraderas y también las ofrendas preciosas que podrían resistir el tiempo. El Tesoro de los atenienses es uno de los tesoros más elaborados, mostrando la prosperidad de Atenas. Las dedicatorias pertenecían a Apolo y no se les permitía salir del santuario. Las ofrendas permanecen dentro del témenos pero fueron enterradas en fosas votivas una vez que se descubrió que ya no era práctico exhibirlas. Las ofrendas se volvían más elaboradas a medida que aumentaba el estatus de los atenienses, especialmente después de ganar una guerra en la que pensaron que Apolo les había mostrado su favor.

## Papel en un santuario panhelénico
Un santuario panhelénico estaba abierto a todas las ciudades-Estado. Los atenienses aprovecharon esta oportunidad para mostrar su orgullo cívico y su prosperidad no solo a las otras ciudades-Estado sino también a los dioses y demostrarles que merecían su favor.
No hay acuerdo entre los arqueólogos acerca de la realización de estas metopas. Para Ernst Langlotz, algunas, por su estilo, parecen anteriores al 490 a. C., por lo cual los investigadores franceses piensan que pudo realizarlas un equipo integrado por artistas ancianos y jóvenes.

## Inscripción

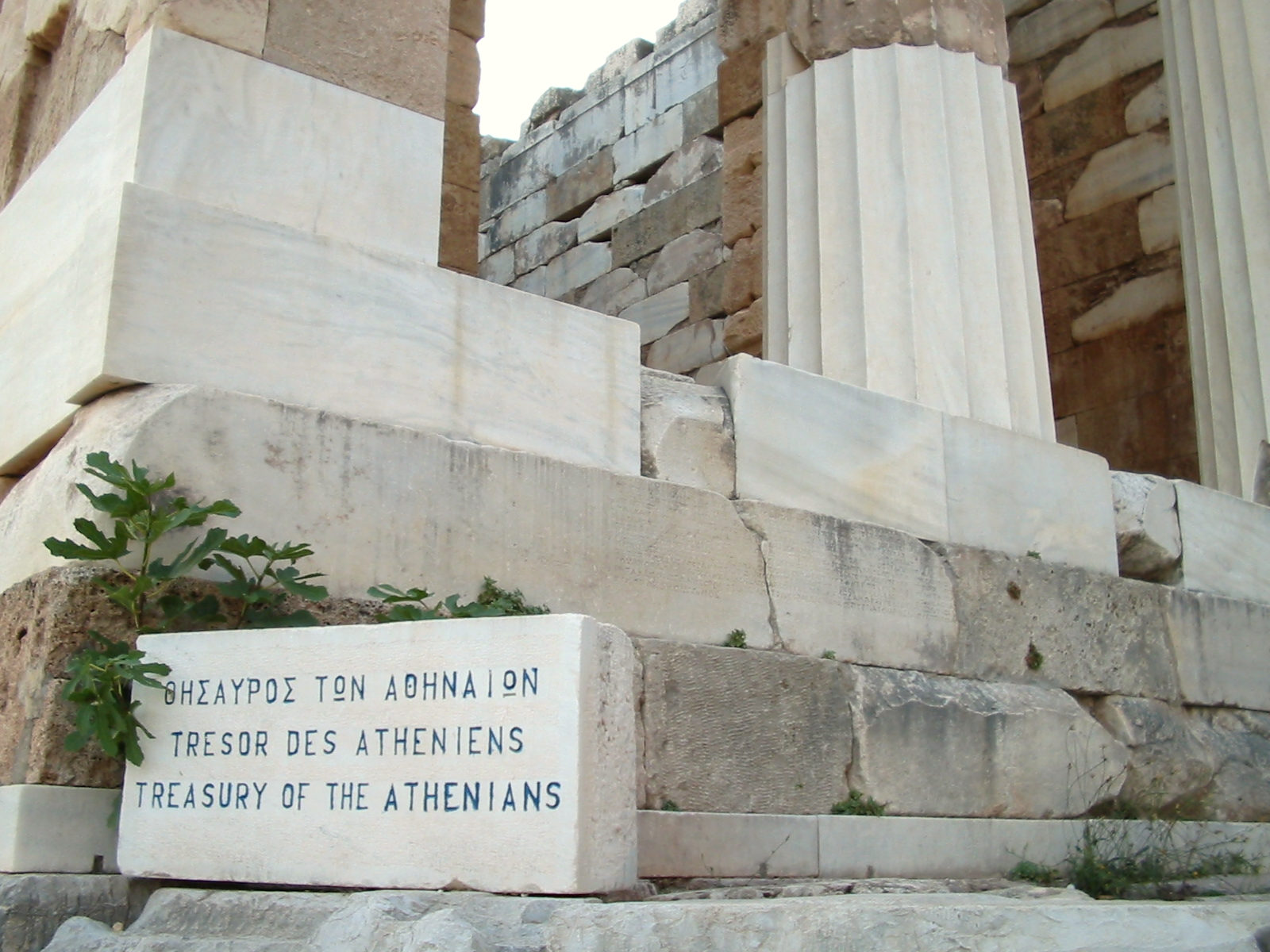
Inscripción.

La plataforma sobre la que se asienta el tesoro tiene una inscripción prominente en su cara sur; está datada internamente en fecha posterior a 490 a. C.
ΑΘΕΝΑΙΟΙ Τ[Ο]Ι ΑΠΟΛΛΟΝ[Ι ΑΠΟ ΜΕΔ]ΟΝ ΑΚ[ΡΟΘ]ΙΝΙΑ ΤΕΣ ΜΑΡΑΘ[Ο]ΝΙ Μ[ΑΧΕ]Σ. «Los atenienses lo dedicaron a Apolo como primicia de los persas en la batalla de Maratón».